# Ketleyn Quadros

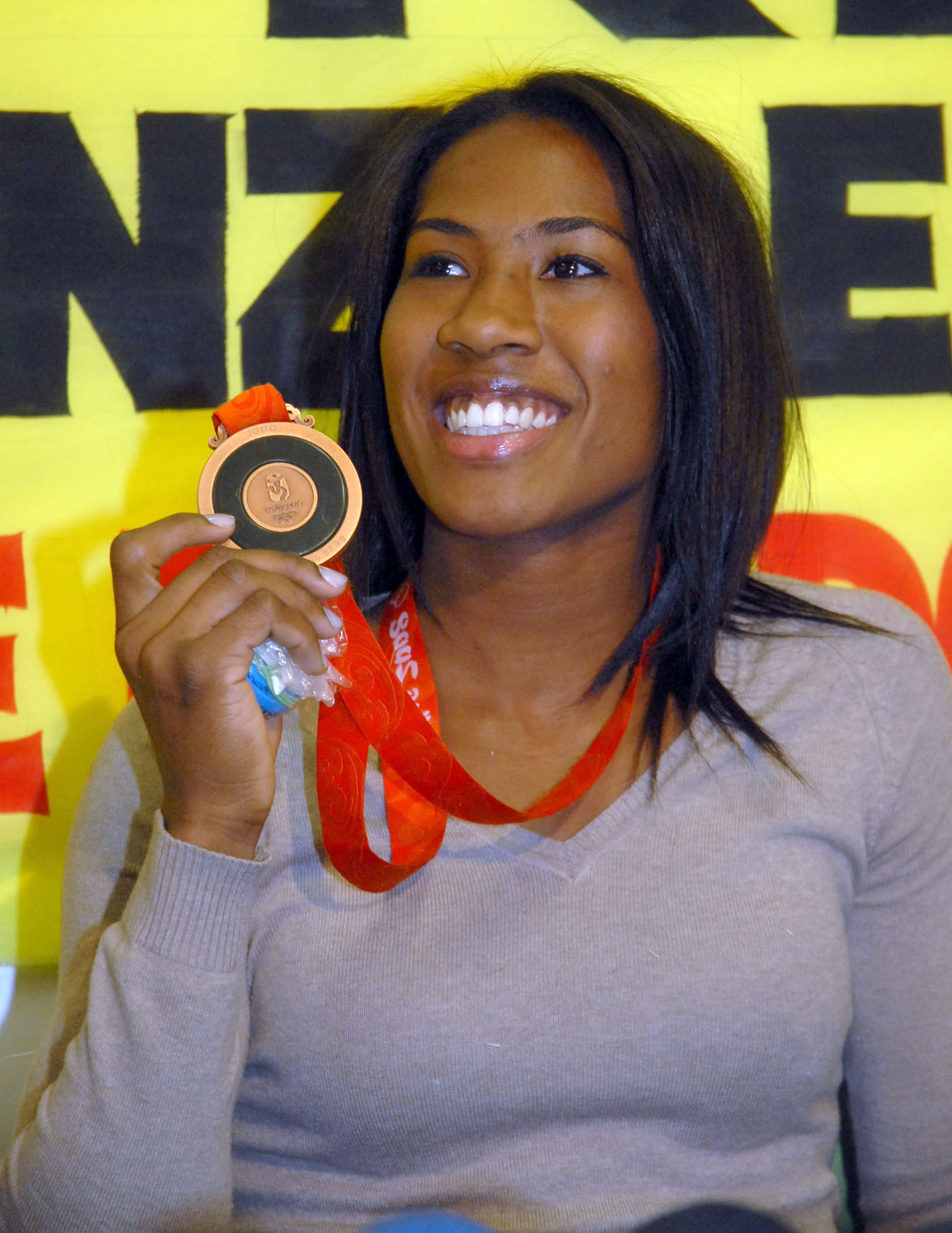
Ketleyn Quadros (2008)

Ketleyn Lima Quadros (* 1. Oktober 1987 in Brasília) ist eine brasilianische Judoka. Sie gewann 2008 und 2024 eine olympische Bronzemedaille.

## Sportliche Karriere
Die 1,64 m große Quadros kämpfte bis 2014 im Leichtgewicht, der Gewichtsklasse bis 57 Kilogramm. 2015 wechselte sie ins Halbmittelgewicht (63 Kilogramm).
Sie gewann die Bronzemedaille bei den Panamerikanischen Meisterschaften 2008. Bei den Olympischen Spielen in Peking unterlag sie im Achtelfinale der Niederländerin Deborah Gravenstijn. Mit Siegen gegen die Spanierin Isabel Fernández, die Japanerin Aiko Satō und die Australierin Maria Pekli sicherte sich Quadros die Bronzemedaille. 2010 siegte Quadros bei den Südamerikaspielen, 2011 und 2012 bei den Südamerikameisterschaften. 2013 erkämpfte sie eine Bronzemedaille bei den Panamerikanischen Meisterschaften. Im Juli 2013 siegte sie bei der Universiade in Kasan. Bei den Judo-Weltmeisterschaften 2013 schied sie im Achtelfinale aus, die brasilianische Mannschaft gewann Silber hinter den Japanerinnen, wobei Quadros nur in der Vorrunde eingesetzt wurde. 2014 gewann sie Silber bei den Südamerikameisterschaften und Bronze bei den Panamerikanischen Meisterschaften.
Nach dem Wechsel der Gewichtsklasse 2015 war ihr Weltcupsieg in Santiago 2017 ihr größter Erfolg. Bei den Judo-Weltmeisterschaften 2017 belegte sie den siebten Platz, mit der Mannschaft gewann sie die Silbermedaille. 2019 gewann sie das Grand-Slam-Turnier in Brasilia. 2021 siegte sie bei den Panamerikanischen Meisterschaften. Bei den Olympischen Spielen in Tokio unterlag sie im Viertelfinale der Kanadierin Catherine Beauchemin-Pinard und belegte am Ende den siebten Platz. Während der Eröffnungsfeier war sie gemeinsam mit dem Volleyballspieler Bruno Rezende die Fahnenträgerin ihrer Nation.
Bei den Panamerikanischen Spielen 2023 in Santiago gewann Quadros eine Bronzemedaille. 2024 wurde sie Dritte der Panamerikanischen Meisterschaften. Bei den Olympischen Spielen 2024 in Paris schied Quadros im Achtelfinale gegen die Französin Clarisse Agbegnenou aus. Im Mixed-Team-Wettbewerb erkämpfte sie mit der brasilianischen Mannschaft die Bronzemedaille.